# Sotalbo
Sotalbo é um município da Espanha na província de Ávila, comunidade autónoma de Castela e Leão, de área  km² com população de 254 habitantes (2007) e densidade populacional de 2,98 hab/km².

## Demografia
| Variação demográfica do município entre 1991 e 2004 | Variação demográfica do município entre 1991 e 2004 | Variação demográfica do município entre 1991 e 2004 | Variação demográfica do município entre 1991 e 2004 |
| --------------------------------------------------- | --------------------------------------------------- | --------------------------------------------------- | --------------------------------------------------- |
| 1991                                                | 1996                                                | 2001                                                | 2004                                                |
| 285                                                 | 266                                                 | 275                                                 | 270                                                 |